# Vojvodstvo
Vojvodstvo (također i vojvodina) vrsta je državnog uređenja, u kojem vlada vojvoda ili vojvotkinja. Kroz povijest neka su vojvodstva u Europi bila suverena, dok su druga (posebice u Francuskoj, Britaniji) bila podređena kraljevstvu. Slično je bilo i s vojvodstvima unutar Habsburške Monarhije.
Tradicionalno, „velika vojvodstva“, poput Luksemburga, bila su suverena, što je bilo uobičajeno u krajevima njemačkog govornog područja.